# Karine Elharrar
Karine Elharrar-Hartstein (in ebraico קָארִין אֶלְהָרָר-הָרְטְשְׂטֵיין‎?; Giaffa, 9 ottobre 1977) è una politica israeliana, Ministro dell'Energia nel Governo Bennett-Lapid dal 13 giugno 2021 al 29 dicembre 2022. In precedenza è stata membro della Knesset per Yesh Atid dal 2013 al 2021.
È affetta da distrofia muscolare e si serve della sedia a rotelle.

## Biografia
Elharrar è nata a Kiryat Ono da Moti e Colette Elharrar, entrambi immigrati ebrei marocchini. Ha studiato giurisprudenza al College of Management Academic Studies per poi laurearsi al Washington College of Law presso l'American University. Tra il 2008 e il 2013 ha diretto la clinica legale dell'Università Bar-Ilan e si è specializzata nei diritti dei sopravvissuti all'Olocausto, delle persone con disabilità e dei pensionati.

## Carriera politica

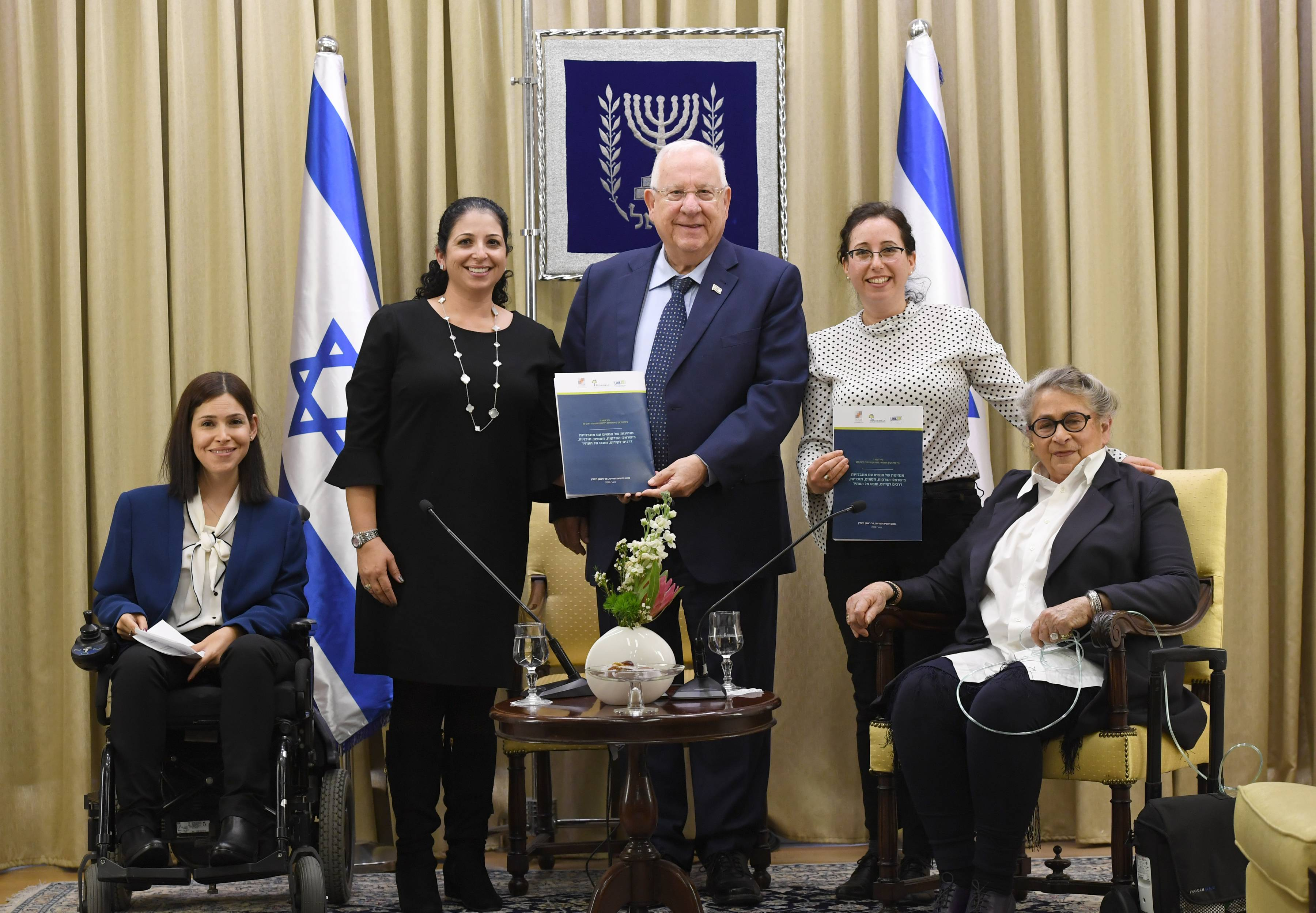
Karine Elharrar (estrema sinistra) in un incontro con il Presidente Reuven Rivlin sulla "Leadership e Disabilità" nel gennaio 2018

Si è unita al nuovo partito Yesh Atid nel 2012 ed è stata classificata decima nella lista del partito per le elezioni della Knesset del 2013. È entrata alla Knesset quando il partito ha vinto 19 seggi. È stata inserita all'ottavo posto nella lista del partito per le elezioni del 2015 ed è stata rieletta dopo che il partito ha vinto 11 seggi. È stata rieletta alle elezioni di aprile 2019, settembre 2019 e 2020, durante le quali Yesh Atid ha fatto parte dell'alleanza Blu e Bianco.
Dopo la rielezione nel marzo 2021, è stata nominata Ministro delle Infrastrutture nazionali, dell'energia e delle risorse idriche nel nuovo governo. A giugno si è dimessa dalla Knesset ai sensi della legge ed è stata sostituita da Inbar Bezek.
Elharrar ha fatto notizia durante la conferenza COP26 a Glasgow, dopo essere stata costretta a tornare nel suo hotel a Edimburgo a causa dell'impossibilità di partecipare per la presenza di barriere architettoniche. Ha ricevuto le scuse dal primo ministro britannico Boris Johnson, con l'organizzazione benefica per disabili Scope che ha definito l'incidente "imperdonabile"; tuttavia, Elharrar ha affermato che è stata "una buona esperienza assicurarsi che la prossima conferenza delle Nazioni Unite sia accessibile".

## Vita privata
Elharrar vive a Rishon LeZion, è sposata e ha due figli.